# Instituto Nacional de Medicina Genómica
El Instituto Nacional de Medicina Genómica (Inmegen) es uno de los trece Institutos Nacionales de Salud de la Secretaría de Salud de México; cuya especialidad es la investigación en medicina genómica y de precisión. Se encuentra ubicado en la alcaldía Tlalpan, al sur de la Ciudad de México. 
Entre sus funciones se encuentra la investigación de asuntos relacionados con el genoma humano; en particular, de aquellos que atañen a la salud de la población mexicana. 

## Historia
A finales de la década de los noventa del siglo XX, en México comenzó a discutirse el impacto que podrían tener las investigaciones en medicina genómica aplicadas a los genomas de la población mexicana moderna; en 1999, más de cien personas expertas de diferentes instituciones mexicanas comenzaron a establecer metas y prioridades para esta disciplina en la nación.
En 2001, el consorcio conformado por la Universidad Nacional Autónoma de México, la Fundación Mexicana para la Salud y el Consejo Nacional de Ciencia y Tecnología fue el encargado de consolidar y efectuar un proyecto que sentara sólidas bases para la medicina genómica en el país; entre sus objetivos estaba la creación de un Instituto de Medicina Genómica en el que se llevaran a cabo investigaciones de alto nivel con unidades de alta tecnología. Adicionalmente, se buscaría la vinculación con otras instituciones a nivel nacional e internacional. 
El 19 de julio de 2004, después de años de trabajo, discusiones y planificación, el entonces presidente Vicente Fox Quesada autorizó y firmó el decreto para la creación del Instituto Nacional de Medicina Genómica , luego de que la ley de creación de éste fuera aprobada en abril de ese mismo año por las cámaras de senadores y diputados. (Barba, 2004) De esta manera, el INMEGEN sería el undécimo Instituto Nacional de Salud. 
Durante su concepción, se tenía planeado que las instalaciones del Instituto se encontraran en Cuernavaca, sin embargo, en 2004, año de su fundación, sus instalaciones fueron ubicadas en la Torre Zafiro II, inmueble localizado en los Jardines del Pedregal, al sur de la Ciudad de México. Esta fue la sede de la institución hasta el año 2012.
A mediados de 2012, comenzó el traslado de las instalaciones a la sede permanente del Instituto, en la alcaldía Tlalpan; la inauguración de éstas se llevó a cabo el 22 de noviembre de 2012, por parte del entonces presidente de la república Felipe Calderón Hinojosa.
Desde su creación, el Inmegen ha sido partícipe en múltiples investigaciones de diferentes áreas de la genómica; además, ha albergado diversos simposios, congresos y seminarios destinados a difundir los resultados de trabajos en los que se aborda la conexión entre características genéticas y el padecimiento de enfermedades como el cáncer, VIH y la diabetes.

### Objetivos y funciones
El Inmegen tiene como misión principal contribuir al entendimiento de la genética de la población mexicana para el mejoramiento de la calidad de vida de ésta a través del desarrollo de tratamientos oportunos y adecuados ante la tendencia o desarrollo de enfermedades crónicas y metabólicas.
Además de tener otros fines, como: compartir los hallazgos que surjan como producto de las investigaciones; formar recursos humanos especializados en medicina genómica y de precisión; así como participar en la creación e implementación de programas académicos en el área; fomentar el intercambio científico con diversas instituciones nacionales e internacionales; contribuir a la detección de personas con alto riesgo de padecer enfermedades graves para tomar medidas preventivas; así como desarrollar tecnologías que permitan monitorear la salud de la población; y, divulgar conocimientos sobre genómica a la población no especializada.

## Investigación
El trabajo del Inmegen en materia de investigación está orientado a la resolución de problemas de salud pública en México y a la creación de tecnologías para mejorar la prevención y el diagnóstico de diversas enfermedades que aquejan a la población mexicana. 
Además de coordinar estas actividades, el Instituto se encarga de difundir sus resultados a través de diferentes medios y también de promover la vinculación e intercambio científico con diversas instituciones. 
Anualmente, la producción científica del instituto es de aproximadamente más 100 artículos; añadido a ello, también se generan varios capítulos de libros, así como tesis de licenciatura, maestría y doctorado.
El Instituto enfoca sus labores en las siguientes líneas de investigación:
- Genética médica y medicina genómica
- Biología de sistemas
- Desarrollo de tecnologías genómicas
- Proteómica
- Farmacogenómica
- Genómica computacional y análisis de expresión
- Genómica de enfermedades atópicas
- Genómica de enfermedades cardiovasculares
- Genómica de enfermedades hepáticas
- Genómica de enfermedades metabólicas
- Genética del metabolismo óseo
- Genética de enfermedades autoinmunes
- Genética de enfermedades psiquiátricas y neurodegenerativas
- Genética del cáncer
- Genética del microbioma
- Genética del parto prematuro
- Genómica funcional
- Genética y enfermedades infecciosas
- Nutrigenética y nutrigenómica
- Implicaciones éticas, jurídicas y sociales de la genómica

## Enseñanza y divulgación
Con la finalidad de formar profesionales para la investigación en medicina genómica, el Instituto participa en diferentes programas de estudio de posgrado y especialización. También ofrece cursos de educación continua, actualización y profundización con valor curricular. 
Desde 2013, el Instituto ha desarrollado proyectos de divulgación científica con su personaje, el Dr. Gecko. Dicho personaje ha estado presente en diferentes materiales de producción divulgativa, tales como una serie, cómics, pósters e infografías, sólo por mencionar algunos.
Adicionalmente, el Inmegen ha organizado eventos como su día de puertas abiertas para acercar a la población a sus instalaciones.

## Infraestructura

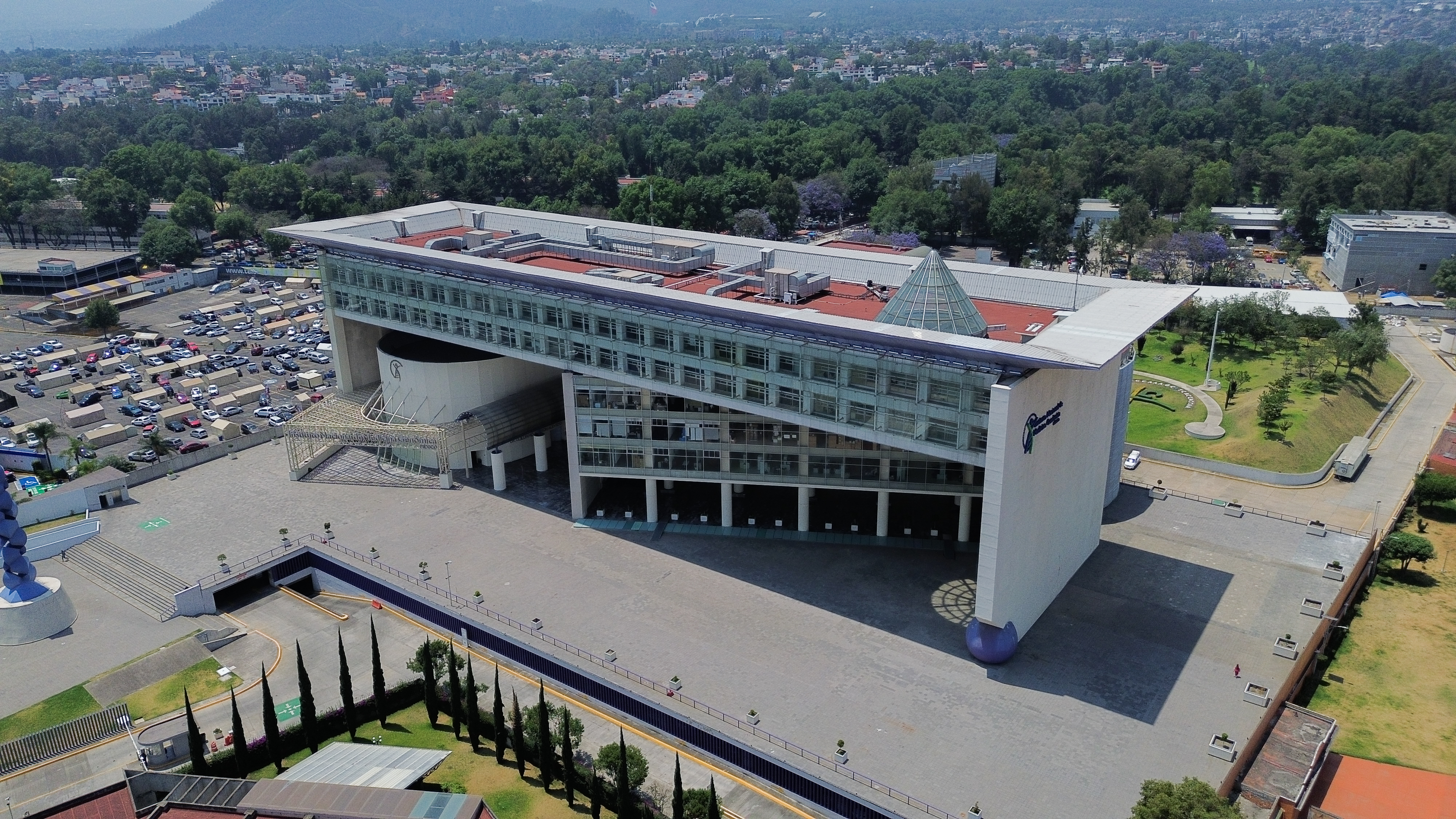
Vista aérea de las instalaciones del Instituto Nacional de Medicina Genómica

El inmueble del Instituto cuenta con 19 laboratorios enfocados en las áreas principales de investigación, 5 unidades de alta tecnología, un laboratorio de diagnóstico genómico, los cuales brindan servicios para la iniciativa pública y privada, así como una unidad de congresos.

### Laboratorios
El Inmegen alberga 19 laboratorios en los que se realizan las actividades de investigación que le conciernen, a saber: áreas de Biología de Sistemas y Genómica Computacional; consorcios de Cronobiología y Metabolismo, de Metabolismo de RNA y Vesículas Extracelulares y de Oncogénomica; laboratorios de Bioquímica de Enfermedades Crónicas, Enfermedades Cardiovasculares, Enfermedades Mendelianas, Epigenética, Farmacogenómica, Genómica del Cáncer, Genómica de Enfermedades Óseas, Enfermedades Psiquiátricas y Neurodegenerativas SAP-INMEGEN, Genómica Funcional del Cáncer, Genómica del Hígado, Inmunogenómica y Enfermedades Metabólicas, Nutrigenética y Nutrigenómica; asimismo, las unidades Periférica de Investigación en Genómica de Poblaciones Aplicada a la Salud Facultad de Química-INMEGEN y de Vinculación Científica Facultad de Medicina-INMEGEN.

### Unidades de Alta Tecnología
Son espacios en los que se efectúan servicios especializados para apoyar a la investigación en los sectores académicos y de salud. Son cinco en total, más un laboratorio de diagnóstico genómico; su inauguración ocurrió paulatinamente entre 2005 y 2013.
- Unidad de Secuenciación: se encarga de brindar servicios relacionados con el conocimiento detallado de los nucleótidos que conforman al ADN, tales como exomas y análisis de fragmentos.
- Unidad de Microarreglos: encargada de procesar microarreglos, técnica que permite comparar genes, con fines de investigación.
- Unidad de Citometría de Flujo: tiene como propósito ofrecer servicios relacionados con la técnica de citometría de flujo, la cual permite que se puedan conocer ciertas características de las células contenidas en una muestra sanguínea
- Unidad de Proteómica: laboratorio que se encarga de proporcionar servicios ligados a la proteómica, área que estudia las funciones y características de las proteínas que se ubican en el interior de las células
- Unidad de Histología y Microscopía: sus servicios se enfocan en técnicas de histología y microscopía, las cuales permiten conocer características de los tejidos de diferentes seres vivos.
- Laboratorio de Diagnóstico Genómico: especializada en pruebas que permiten analizar el ADN y obtener información de múltiples genes, tales como pruebas de parentesco.

### Unidad de congresos
Esta unidad se conforma por todos los espacios con los que cuenta el Instituto para que tengan lugar diferentes eventos públicos y privados; entre ellos se encuentran salones, aulas, un auditorio y una área para exposiciones. En su conjunto, el Inmegen puede albergar hasta 845 personas en actividades simultáneas.

## Escultura El Genoma Humano

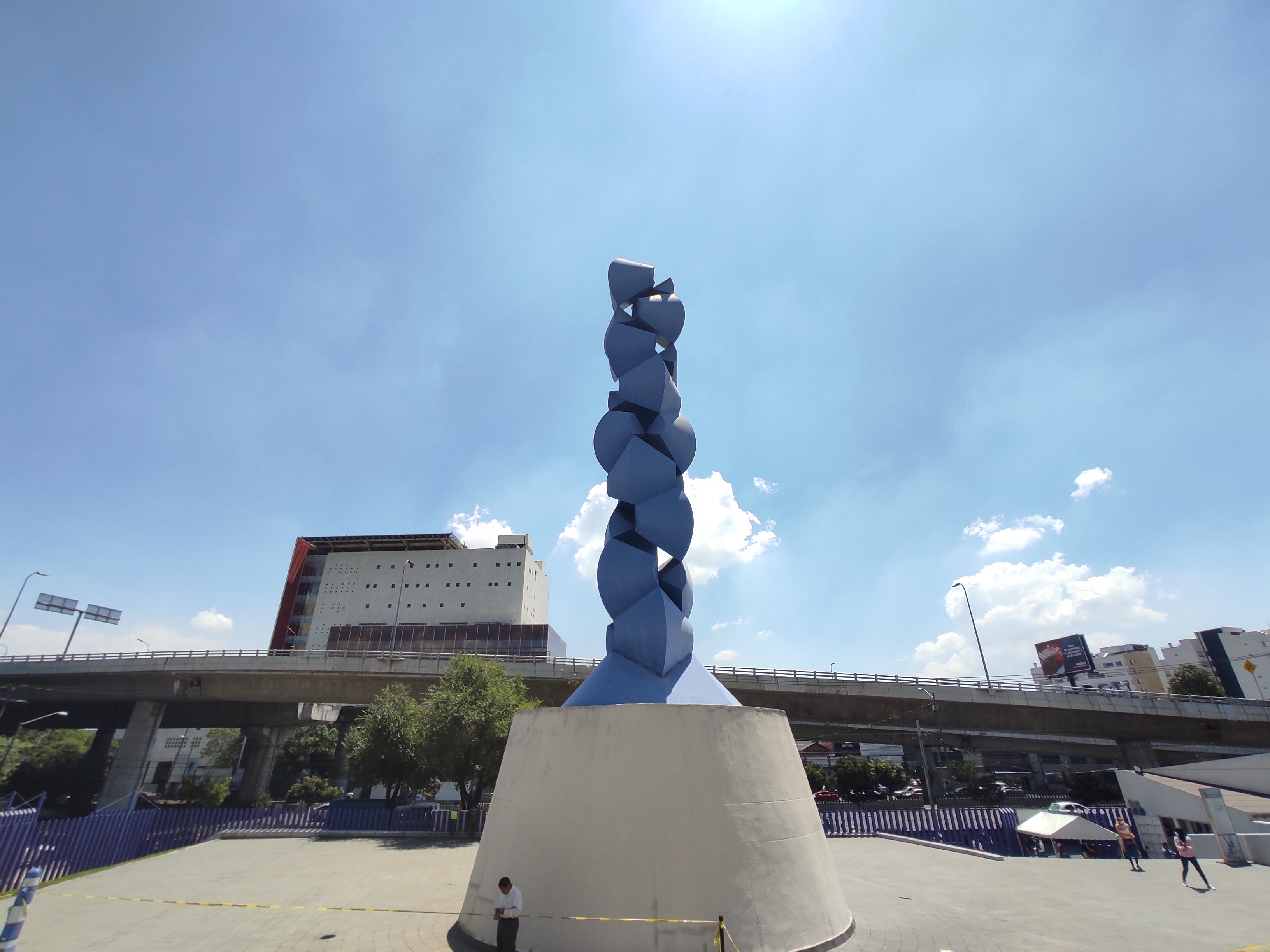
Escultura El Genoma Humano

La escultura también llamada Soberonita fue realizada por el escultor Sebastian en 2005, mide 17 metros y está elaborada con fierro con esmalte acrílico, está ubicada en la explanada principal del Instituto Nacional de Medicina Genómica.

## Directores generales
| Director general                 | Periodo           |
| -------------------------------- | ----------------- |
| Gerardo Jiménez Sánchez          | 2004 - 2009       |
| Francisco Xavier Soberón Mainero | 2009 - 2019       |
| Luis Alonso Herrera Montalvo     | 2019 - 2023       |
| Jorge Meléndez Zajgla            | 2023 - actualidad |